# Jan Malík
Jan Malík, češki lutkar, režiser, dramaturg in avtor, teoretik, zgodovinar in učitelj, * 15. februar 1904, Příbram, Osrednja Bohemija, † 24. julij 1980, Praga.
Najbolj znano delo na Slovenskem je Žogica Marogica (1937), ki je ena od najpogosteje igranih lutkovnih predstav v Sloveniji.
Malik se je v sodobnem gibanju lutkovnega gledališča vzpostavil kot avtor, scenski režiser in ključna osebnost v zgodnjih tridesetih letih 20. stoletja.
Kot dramaturg je podpiral izvirna dela in se posvetil dramskim priredbam in prevodom lutkovnih gledaliških iger. Prizadeval si je, da bi postavil model lutkovne uprizoritve, ki bi z vizualno umetnostjo in pesniškim govorom mlademu občinstvu sporočala osnovne moralne vrednote.